# Herb Maszewa
Herb Maszewa – jeden z symboli miasta Maszewo i gminy Maszewo w postaci herbu.

## Wygląd i symbolika
Herb przedstawia na błękitnej tarczy typu hiszpańskiego białe (srebrne) mury miasta z wieżą bramną o błękitnym prześwicie. Mury miejskie są blankowane, a spośród nich po obu stronach wieży bramnej wschodzą węższe, lecz wyższe wieże z oknami o czarnym prześwicie. Wszystkie wieże zwieńczone są czerwonymi stożkowymi dachami. Na środkowej wieży bramnej umieszczony jest stojący lew żółty (złoty) z koroną, a na obu bocznych wieżach – żółta kula.
Lew nawiązuje do godła rodziny von Everstein.

## Historia
Wizerunek herbowy znany jest od XVII wieku.